# Simon Webbe
Simon Webbe (ur. 30 marca 1979 w Manchesterze) – brytyjski piosenkarz, kompozytor, aktor i prezenter, jeden z wokalistów boysbandu Blue.

## Życiorys

### Kariera
W latach 2000–2004 był jednym z wokalistów boysbandu Blue. Po zawieszeniu działalności zespołu rozwijał karierę solową. Jego pierwszy solowy singel, „Lay Your Hands”, został wydany 22 sierpnia i dotarł do czwartego miejsca UK Singles Chart. Drugi singiel, „No Worries”, został wydany w listopadzie i także uplasował się na czwartym miejscu brytyjskiej listy przebojów. Wkrótce po wydaniu drugiego singla ukazał się debiutancki album studyjny piosenkarza zatytułowany Sanctuary. Płyta dotarła do siódmego miejsca list sprzedaży oraz uzyskała staatus podwójnej platyny. Trzecim singlem z albumu został utwór „After All This Time”, który został wydany w lutym 2006 roku i dotarł do szesnastego miejsca list przebojów. 
30 października 2006 roku ukazał się nowy singiel Webbe’a – „Coming Around Again”, który zajął dwunaste miejsce na brytyjskiej liście przebojów. 13 listopada premierę miała druga płyta studyjna piosenkarza zatytułowana Grace, która dotarła do jedenastego miejsca na liście sprzedaży. Drugim singlem z płyty została piosenka „My Soul Pleads For You”, a trzecim – tytułowy utwór „Grace”, który został umieszczony na ścieżce dźwiękowej do filmu Fantastyczna Czwórka: Narodziny Srebrnego Surfera.
Jest menedżerem kilku zespołów muzycznych: zespołu VS (w składzie: Jaime Summaz, Marvin Humes, Ryan Taylor, Chinyere McKenzie i Blimi), girlsbandu L.A.D.E. i hip-hopowej grupy UK-TEAM. Posiada też własną agencję modelek i wspiera osoby próbujące zaistnieć w modelingu.

### Życie prywatne
Jego kuzynką jest Keisha Buchanan z Sugababes. W wieku siedemnastu lat został ojcem, jego córka ma na imię Alannah.

## Dyskografia

### Albumy studyjne
| Album information |
| --- |
| Sanctuary - Data wydania: 14 listopada 2005 - Liczba sprzedanych płyt na świecie: 1 500 000 kopii - Liczba sprzedanych płyt w UK: ponad 750 000 (UK) - BPI Status: Podwójna Platynowa Płyta - Pozycje na listach: #7 (UK), #19 (Holandia), #20 (Włochy) - Single: 1. "Lay Your Hands" #4 UK 2. "No Worries" #4 UK 3. "After All This Time" #16 UK |
| Grace - Data wydania: 13 listopada 2006 - Liczba sprzedanych płyt na świecie: 600 000 - Liczba sprzedanych płyt w UK: ponad 150 000 (UK) - BPIStatus: Złota płyta - Single: 1. "Coming Around Again" #12 UK 2. "My Soul Pleads For You" #45 UK 3. "Seventeen" Wydany w Niemczech 4. "Grace"/"Ride the Storm" #36 UK UK                            |
| Live - Data wydania: 27 maja 2007 |

### Single
| Rok  | Tytuł                     | Pozycja na liście | Pozycja na liście | Pozycja na liście | Pozycja na liście | Pozycja na liście | Pozycja na liście | Pozycja na liście | Pozycja na liście | Album     |
| Rok  | Tytuł                     | UK                | ITA               | NE                | POL               | IRE               | NZ                | GER               | EUR               | Album     |
| ---- | ------------------------- | ----------------- | ----------------- | ----------------- | ----------------- | ----------------- | ----------------- | ----------------- | ----------------- | --------- |
| 2005 | "Lay Your Hands"          | 4                 | 2                 | —                 | —                 | 21                | 30                | 48                | 9                 | Sanctuary |
| 2005 | "No Worries"              | 4                 | 11                | —                 | —                 | 30                | 7                 | 59                | 16                | Sanctuary |
| 2006 | "After All This Time"     | 16                | 47                | 3                 | —                 | —                 | —                 | —                 | 89                | Sanctuary |
| 2006 | "Coming Around Again"     | 12                | 15                | 11                | 33                | —                 | —                 | 37                | 55                | Grace     |
| 2007 | "My Soul Pleads for You"  | 45                | 47                | —                 | —                 | —                 | —                 | —                 | —                 | Grace     |
| 2007 | "Seventeen"               | —                 | —                 | —                 | —                 | —                 | —                 | 100               | —                 | Grace     |
| 2007 | "Grace"/ "Ride the Storm" | 36                | —                 | —                 | —                 | 49                | —                 | —                 | 168               | Grace     |

## Filmografia
- Naga prawda o miłości (The Truth About Love) (2004) jako Dan Harlow
- Rollin With The Nines (2006) jako Too Fine
- Run (2006/2008)